# Růžový důl
Růžový důl – niewielka dolina w Sudetach Zachodnich, w czeskiej części pasma Karkonoszy.

## Położenie
Dolina położona jest po czeskiej stronie Karkonoszy, w ich północno-wschodniej części, pomiędzy masywem  Růžové hory na północy a grzbietem odchodzącym od Růžové hory na południowy wschód, do Pěnkavčí vrchu, na wschodzie i południu.

## Charakterystyka
Dolina ma długość ok. 1 km, jest wąska, głęboko wcięta pomiędzy okoliczne masywy. Biegnie z północnego wschodu na południowy zachód. Uchodzi do doliny Úpy powyżej miejscowości Pec pod Sněžkou.

## Wody
Dnem doliny płynie Růžový potok, lewy dopływ Úpy.

## Geologia
Dolina i jej otoczenie leży na obszarze zbudowanym ze skał metamorficznych, należących do metamorfiku południowych Karkonoszy.

## Roślinność
Większa część doliny jest zalesiona. Na północnym (prawym) zboczu znajdują się niewielkie polany.

## Ochrona przyrody
Cały obszar doliny i jej otoczenia leży w obrębie czeskiego Karkonoskiego Parku Narodowego (czes. Krkonošský národní park, KRNAP)

## Turystyka
Ponad doliną, od północnego wschodu, przechodzi grzbietem ograniczającym dolinę,   żółty szlak turystyczny z przysiółka Dolní Malá Úpa na Śnieżkę.
Dolnym odcinkiem, wzdłuż potoku, biegnie na krótkim odcinku   żółty szlak łącznikowy z górnej części Pecu pod Sněžkou do zielonego szlaku z Pecu pod Sněžkou przez Růžohorky, do Male Úpy